# WWE Speed Championship
WWE Speed Championship – tytuł mistrzowski profesjonalnego wrestlingu stworzony i promowany przez federację WWE. Tytuł ogłoszono 27 marca 2024 roku, a walki mają pięciominutowy limit czasu. Walki odbywają się w cotygodniowej serii odcinków Speed, której premiera odbyła się 3 kwietnia 2024 roku i transmitowanej wyłącznie na platformie mediów społecznościowych X. Inauguracyjnym mistrzem był Ricochet.

## Historia
9 lutego 2024 roku amerykańska promocja wrestlingu WWE ogłosiła współpracę z X w celu wprowadzenia Speed, cotygodniowej serii wideo transmitowanej na platformie mediów społecznościowych, podczas której wrestlerzy występowali w walkach z pięciominutowym limitem czasu. W następnym miesiącu, 27 marca, komentator WWE Corey Graves ogłosił, że premiera Speed będzie miała miejsce 3 kwietnia 2024 roku, ale zamiast tego walki będą trwały trzy minuty. Ogłoszono także ośmioosobowy turniej, który wyłonił inauguracyjnego WWE Speed Championa, który odbył się w ciągu kilku pierwszych odcinków programu. Okazało się również, że zapaśnicy płci męskiej ze wszystkich trzech brandów WWE - Raw, SmackDown i brandu rozwojowego NXT - byli uprawnieni do walki o tytuł.
Podczas inauguracyjnego finału turnieju o Speed Championship, który został nagrany 26 kwietnia 2024 roku i wyemitowany z opóźnieniem 3 maja, Ricochet pokonał Johnny’ego Gargano i został inauguracyjnym mistrzem. Ten finał turnieju potwierdził również, że walki o mistrzostwo będą trwały pięć minut zamiast zwykłych trzech minut.

### Inauguracyjny turniej
|  | Ćwierćfinały Speed (3–17 kwietnia 2024) | Ćwierćfinały Speed (3–17 kwietnia 2024) | Ćwierćfinały Speed (3–17 kwietnia 2024) |                |              | Półfinały Speed (24 kwietnia–1 maja 2024) | Półfinały Speed (24 kwietnia–1 maja 2024) | Półfinały Speed (24 kwietnia–1 maja 2024) |  |  | Finał Speed (3 maja 2024) | Finał Speed (3 maja 2024) | Finał Speed (3 maja 2024) |  |
|  |                                         |                                         |                                         |                |              |                                           |                                           |                                           |  |  |                           |                           |                           |  |
|  | Ricochet                                | Ricochet                                | Pin                                     |                |              |                                           |                                           |                                           |  |  |                           |                           |                           |  |
|  | Ricochet                                | Ricochet                                | Pin                                     |                |              |                                           |                                           |                                           |  |  |                           |                           |                           |  |
|  | Dragon Lee                              | Dragon Lee                              | 02:57                                   |                |              |                                           |                                           |                                           |  |  |                           |                           |                           |  |
|  | Dragon Lee                              | Dragon Lee                              | 02:57                                   |                | Ricochet     | Ricochet                                  | Pin                                       |                                           |  |  |                           |                           |                           |  |
|  |                                         |                                         |                                         |                | Ricochet     | Ricochet                                  | Pin                                       |                                           |  |  |                           |                           |                           |  |
|  |                                         |                                         | JD McDonagh                             | JD McDonagh    | 01:58        |                                           |                                           |                                           |  |  |                           |                           |                           |  |
|  | JD McDonagh                             | JD McDonagh                             | JD McDonagh                             | JD McDonagh    | 01:58        | Pin                                       |                                           |                                           |  |  |                           |                           |                           |  |
|  | JD McDonagh                             | JD McDonagh                             |                                         |                |              |                                           |                                           |                                           |  |  |                           |                           |                           |  |
|  | Axiom                                   | Axiom                                   | 02:26                                   |                |              |                                           |                                           |                                           |  |  |                           |                           |                           |  |
|  | Axiom                                   | Axiom                                   | 02:26                                   |                | Ricochet     | Ricochet                                  | Pin                                       |                                           |  |  |                           |                           |                           |  |
|  |                                         |                                         |                                         |                |              |                                           |                                           |                                           |  |  |                           |                           |                           |  |
|  |                                         |                                         | Johnny Gargano                          | Johnny Gargano | 04:21        |                                           |                                           |                                           |  |  |                           |                           |                           |  |
|  | Bronson Reed                            | Bronson Reed                            | Johnny Gargano                          | Johnny Gargano | 04:21        | Pin                                       |                                           |                                           |  |  |                           |                           |                           |  |
|  | Bronson Reed                            | Bronson Reed                            |                                         |                |              |                                           |                                           |                                           |  |  |                           |                           |                           |  |
|  | Cedric Alexander                        | Cedric Alexander                        | 01:50                                   |                |              |                                           |                                           |                                           |  |  |                           |                           |                           |  |
|  | Cedric Alexander                        | Cedric Alexander                        | 01:50                                   |                | Bronson Reed | Bronson Reed                              | 02:23                                     |                                           |  |  |                           |                           |                           |  |
|  |                                         |                                         |                                         |                | Bronson Reed | Bronson Reed                              | 02:23                                     |                                           |  |  |                           |                           |                           |  |
|  |                                         |                                         | Johnny Gargano                          | Johnny Gargano | Pin          |                                           |                                           |                                           |  |  |                           |                           |                           |  |
|  | Johnny Gargano                          | Johnny Gargano                          | Johnny Gargano                          | Johnny Gargano | Pin          | Pin                                       |                                           |                                           |  |  |                           |                           |                           |  |
|  | Johnny Gargano                          | Johnny Gargano                          |                                         |                |              |                                           |                                           |                                           |  |  |                           |                           |                           |  |
|  | Angel                                   | Angel                                   | 02:08                                   |                |              |                                           |                                           |                                           |  |  |                           |                           |                           |  |

## Panowania
Na dzień 15 czerwiec 2025 ogółem były 2 panowania między 2 wrestlerami. Inauguracyjnym mistrzem był Ricochet. Jest także najstarszym mistrzem (35 lat), a Andrade jest najmłodszym (34 lata).
Obecnym mistrzem jest El Grande Americano z brandu Raw, który jest w swoim pierwszym panowaniu. Pokonał poprzedniego mistrza Dragona Lee podczas nagrań Speed 5 maja 2025, który zostanie wyemitowany 7 maja.
| Nr        | Ogólny numer panowania                                                     |
| Panowanie | Liczba panowań konkretnego mistrza                                         |
| Dni       | Liczba dni panowania                                                       |
| Dni roz.  | Dni panowania, które są uznawane przez federację na jej oficjalnej stronie |
| †         | Oznacza, że panowanie nie jest uznawane przez federację                    |
| <1        | Oznacza, że panowanie trwało mniej niż jeden dzień                         |
| +         | Oznacza, że liczba dni w posiadaniu wzrasta z kolejnym dniem               |

| Nr | Mistrz              | Zmiana mistrza         | Zmiana mistrza | Zmiana mistrza | Statystyki panowania | Statystyki panowania | Statystyki panowania | Notka | Odn.   |
| Nr | Mistrz              | Data                   | Gala           | Miejsce        | Panowanie            | Dni                  | Dni roz.             | Notka | Odn.   |
| -- | ------------------- | ---------------------- | -------------- | -------------- | -------------------- | -------------------- | -------------------- | --- | ------ |
| 1  | Ricochet            | 26 kwietnia 2024(dts)  | Speed          | Cincinnati, OH | 1                    | 42                   | 42                   | Pokonał Johnny’ego Gargano w finale turnieju, stając się inauguracyjnym mistrzem. Wyemitowano 3 maja 2024. | [ 3 ]  |
| 2  | Andrade             | 7 czerwca 2024(dts)    | Speed          | Louisville, KY | 1                    | 161                  | 159                  | Wyemitowano 14 czerwca 2024.                                                                               | [ 11 ] |
| 3  | Dragon Lee          | 15 listopada 2024(dts) | Speed          | Milwaukee, WI  | 1                    | 171                  | 168                  | Wyemitowano 20 listopada 2024.                                                                             | [ 12 ] |
| 4  | El Grande Americano | 5 maja 2025(dts)       | Speed          | Omaha, NE      | 1                    | 41+                  | 39+                  | Wyemitowano 7 maja 2025.                                                                                   | [ 10 ] |